# Rpety
Rpety är en ort i Tjeckien.   Den ligger i regionen Mellersta Böhmen, i den centrala delen av landet, 40 km sydväst om huvudstaden Prag. Rpety ligger 360 meter över havet och antalet invånare är 441.
Terrängen runt Rpety är platt åt nordväst, men åt sydost är den kuperad.Runt Rpety är det ganska tätbefolkat, med 52 invånare per kvadratkilometer. Närmaste större samhälle är Příbram, 16,2 km söder om Rpety. I omgivningarna runt Rpety växer i huvudsak blandskog.